# Cmentarz wojenny nr 205 – Wałki
Cmentarz wojenny nr 205 – Wałki – zabytkowy cmentarz wojenny z okresu I wojny światowej wybudowany przez Oddział Grobów Wojennych C. i K. Komendantury Wojskowej w Krakowie na terenie jego okręgu VI Tarnów.
Znajduje się w centrum miejscowości Jodłówka-Wałki położonej w gminie Tarnów województwa małopolskiego.
Zaprojektowany przez Siegfrieda Hellera. W czterech grobach zbiorowych i 28 pojedynczych pochowano tu 31 żołnierzy austro-węgierskich i 12 żołnierzy rosyjskich.

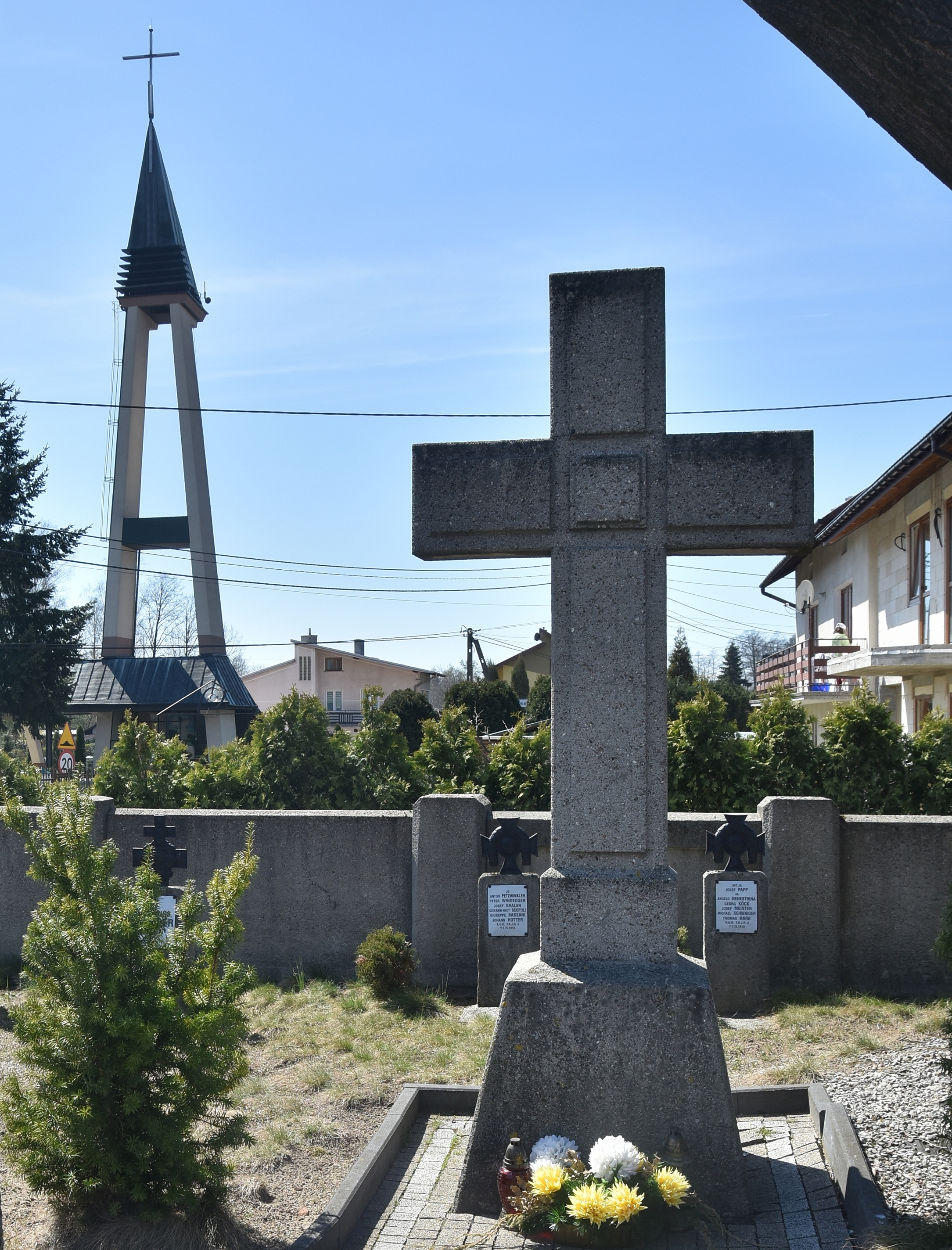
Krzyż centralny
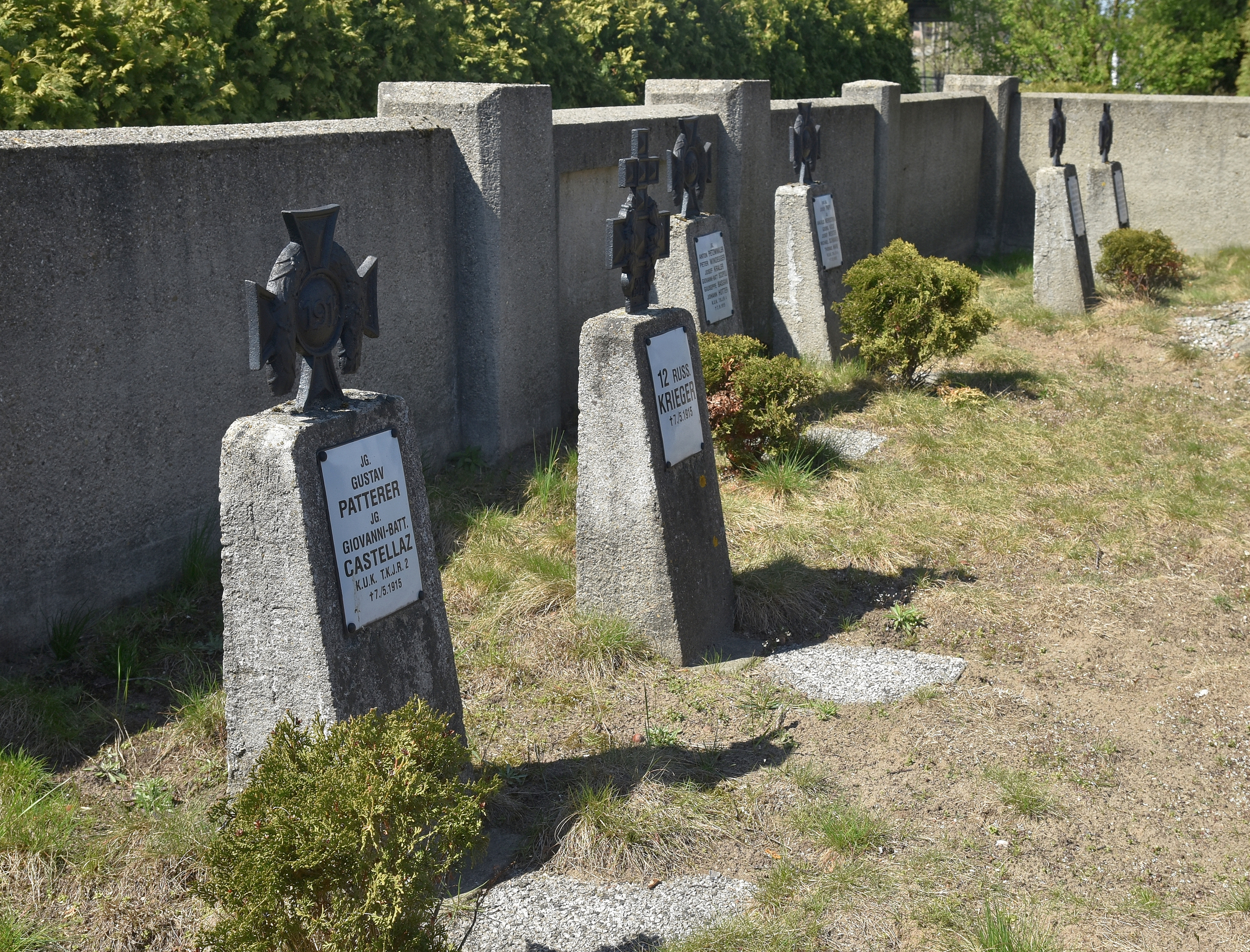
Fragment zachodni
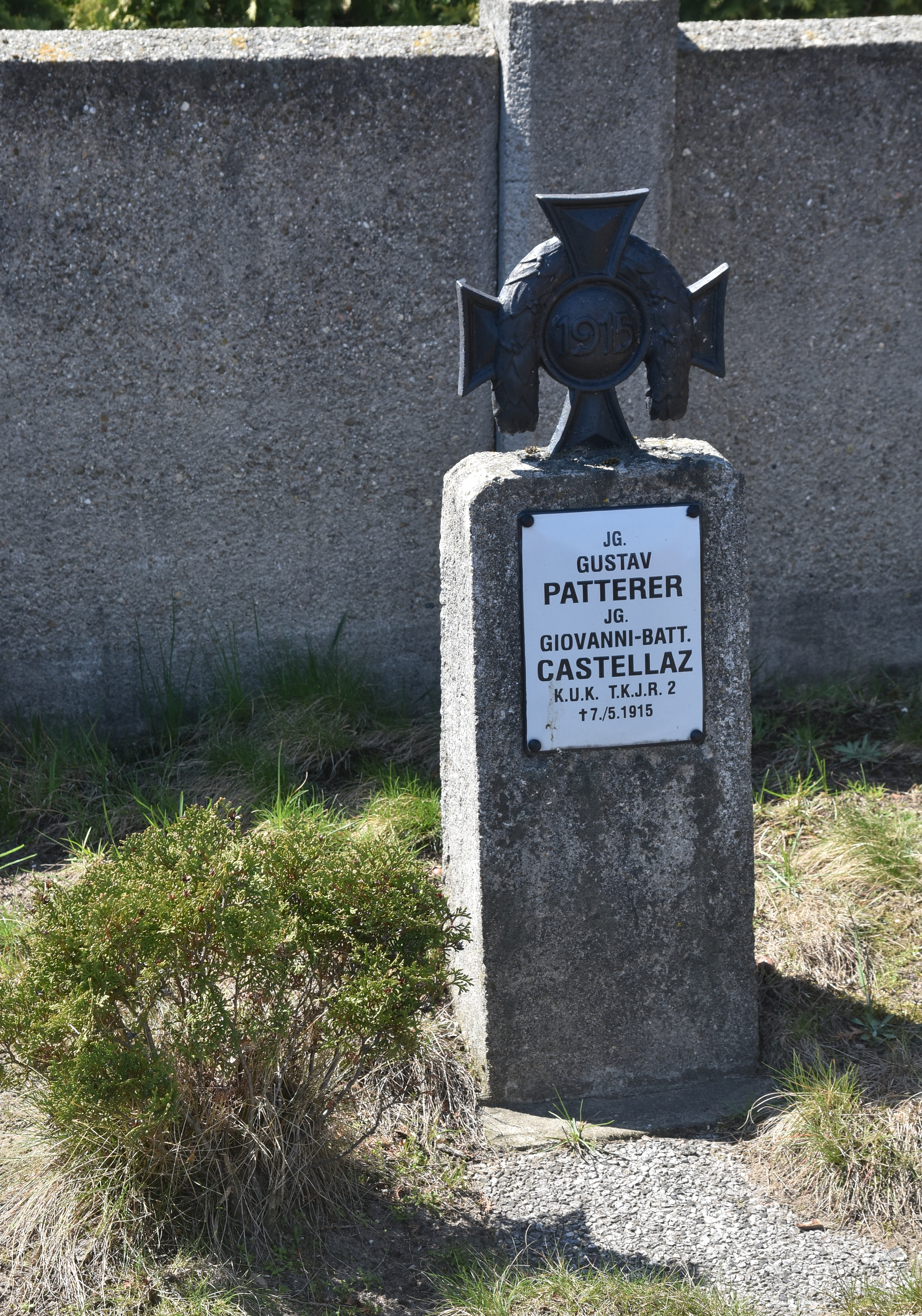
Nagrobek austriacki